# Nessèbar
Nessèbar (sovint transcrit com a Nesebar i de vegades com a Nesebur, búlgar: Несебър, pronunciat nɛˈsɛbɐr, traci: Melsambria, grec Μεσημβρία, Mesembria) és una antiga ciutat de Bulgària i un dels principals centres turístics de la costa búlgara del Mar Negre. Ubicada a la província de Burgàs és el centre administratiu de l'homònima municipalitat de Nessèbar. Sovint és esmentada com la "Perla del Mar Negre", Nessèbar és una rica ciutat-museu definida per més de tres mil·lennis d'història en constant canvi.
És un dels destinacions turístiques més destacade i un dels ports marítims al Mar Negre, en el que s'ha convertit en una zona popular amb diversos grans complexos turístics; el major d'ells, Slantxev Briag, es troba immediatament al nord de Nessèbar.
Nessèbar en diverses ocasions es va veure a la frontera d'un imperi amenaçat, i com a tal, és una ciutat amb una rica història. La part antiga de la ciutat està situada en una península (anteriorment una illa) connectada al continent per un estret istme fet per l'home, i conserva evidències d'ocupació per una varietat de diferents civilitzacions al llarg de la seva existència. La seva abundància d'edificis històrics va incitar la UNESCO a incloure Nessèbar en la seva llista de Patrimoni de la Humanitat el 1983.

## Història
L'assentament traci original anomenat Menebria i datat al mil·lenni II aC va esdevenir una colònia grega fundada pels doris de Mègara, que van denominar-la Mesèmbria, i aviat va arribar a ser un important centre comercial que rebia mercaderies dels mars Egeu i Mediterrani. Fins i tot va arribar a encunyar la seva pròpia moneda des del segle v aC, fet que va suposar fer-li competència a una altra ciutat grega en aquesta zona de la costa del mar Negre: la colònia jònia Apolònia (actual Sozòpol).
Del període hel·lenístic es conserven en l'actualitat l'acròpolis, un temple de culte a Apol·lo, una àgora i un mur al nord de la península que va ser part d'una fortificació.
La ciutat va caure sota el domini de l'Imperi Romà en el 71 aC. Va constituir un dels bastions més importants de l'Imperi Romà d'Orient a partir del segle V i va ser disputada entre romans d'Orient i búlgars, que van aconseguir conquistar-la en el 812 liderats pel kan Krum, la van cedir de nou a l'Imperi Romà d'Orient al 864 i la van reconquerir amb el tsar Simeó I el Gran.
Durant el Segon Imperi Búlgar també va ser objecte de rivalitat entre búlgars i romans d'Orient, i va viure una època d'especial prosperitat sota el regnat del tsar Ivan Alexandre (1331-1371). Després d'això va ser conquistada pels croats i va tornar a pertànyer a l'Imperi Romà d'Orient. Existeixen testimoniatges de la versió eslava del nom, Nessèbar o Messèbar, des del segle xi.
La conquesta de la ciutat pels turcs el 1453 va marcar el començament del seu declivi, però la seva herència arquitectònica es va mantenir i va enriquir el segle xix amb la construcció de cases de fusta segons el típic estil rumelià oriental de la costa búlgara del mar Negre en aquella època.
Després de l'alliberament de Bulgària de l'Imperi Otomà el 1878, Nessèbar va formar part de la província otomana autònoma de Rumèlia Oriental fins que aquesta es va unir a Bulgària en 1885.
A la fi del segle xix, Nessèbar era una petita ciutat de pescadors i vinicultors grecs, però es va desenvolupar com a centre costaner búlgar des del començament del segle xx. Després de la marxa dels grecs el 1925, es va construir una ciutat nova i l'antiga va ser restaurada.

## Monuments
- L'Església del Crist Pantocràtor és una església construïda entre els segles xiii i xiv, i és una de les esglésies de l'edat mitjana millor conservades. Està construïda en estil romà d'Orient, en forma de creu llatina i amb una tècnica de construcció coneguda com a opus mixtum. La característica més destacada de l'església és la rica decoració i colorit de les seves part exteriors.

- L'Església de Santa Sofia va ser construïda entre finals del segle v i principis del VI, encara que l'aspecte actual data del segle ix, quan va ser reconstruïda. Està situada en el que se suposa que era el nucli antic de la ciutat, té 25,5 metres de longitud i una amplada de 13m. La divisió en tres naus va ser efectuada per dues files de cinc columnes cadascuna. El terra estava cobert per mosaics fet amb petites pedres de colors.

- L'Basílica de la Santa Mare de Déu Eleusa va ser construïda al segle vi i va formar part d'un complex monàstic. Es presumeix que va ser destruïda per un terratrèmol. Consta de tres naus, tres absis i un nàrtex, amb dos absis més petits en els costats nord i sud. Fa 28 metres de llarg i 18 metres d'ample.

- L'Església de Sant Joan Baptista és una església cruciforme amb cúpula, construïda de pedra nua. És una de les esglésies més ben conservades de la ciutat. Té 12 metres de llarg i 10 d'ample i l'estructura de l'església consta de dues voltes cilíndriques que es tallen en el centre de la composició. Encara es conserven alguns dels frescos, encara que daten d'època posteriors.

- L'Església de Sant Paraskevi parcialment conservada va ser probablement construïda entre els segles xiii i xiv. Compta amb una sola nau i un absis pentagonal, així com una rica decoració exterior. La cúpula i el campanar no s'han conservat fins a l'actualitat.

- L''Església dels Sants Arcàngels Miquel i Gabriel'  va ser construïda entre els segles xiii i xiv en una sola nau, amb tres absis i en el passat va estar coronada per una cúpula i una campanar. Té una rica decoració exterior característic de la ciutat.

## Galeria

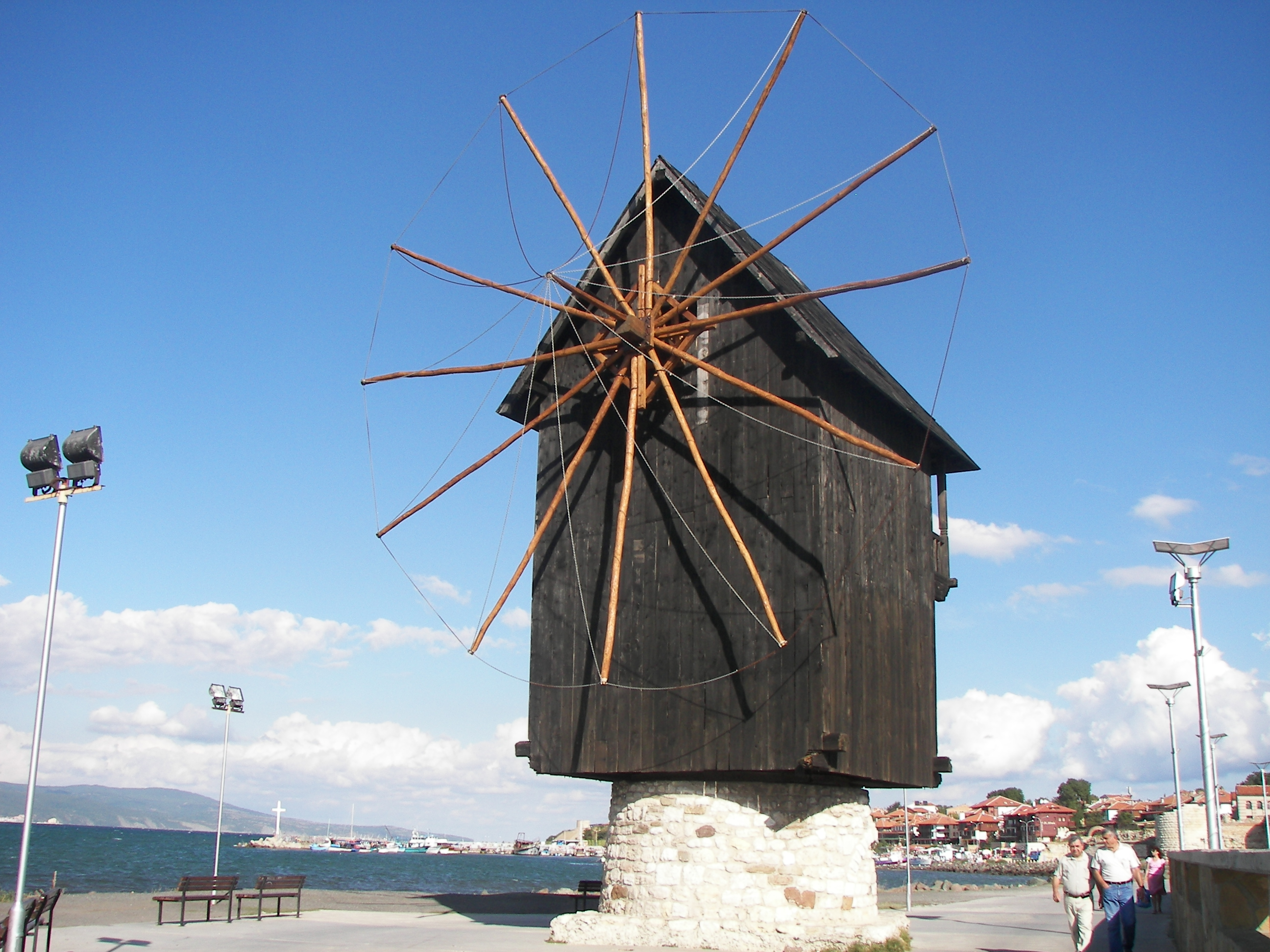
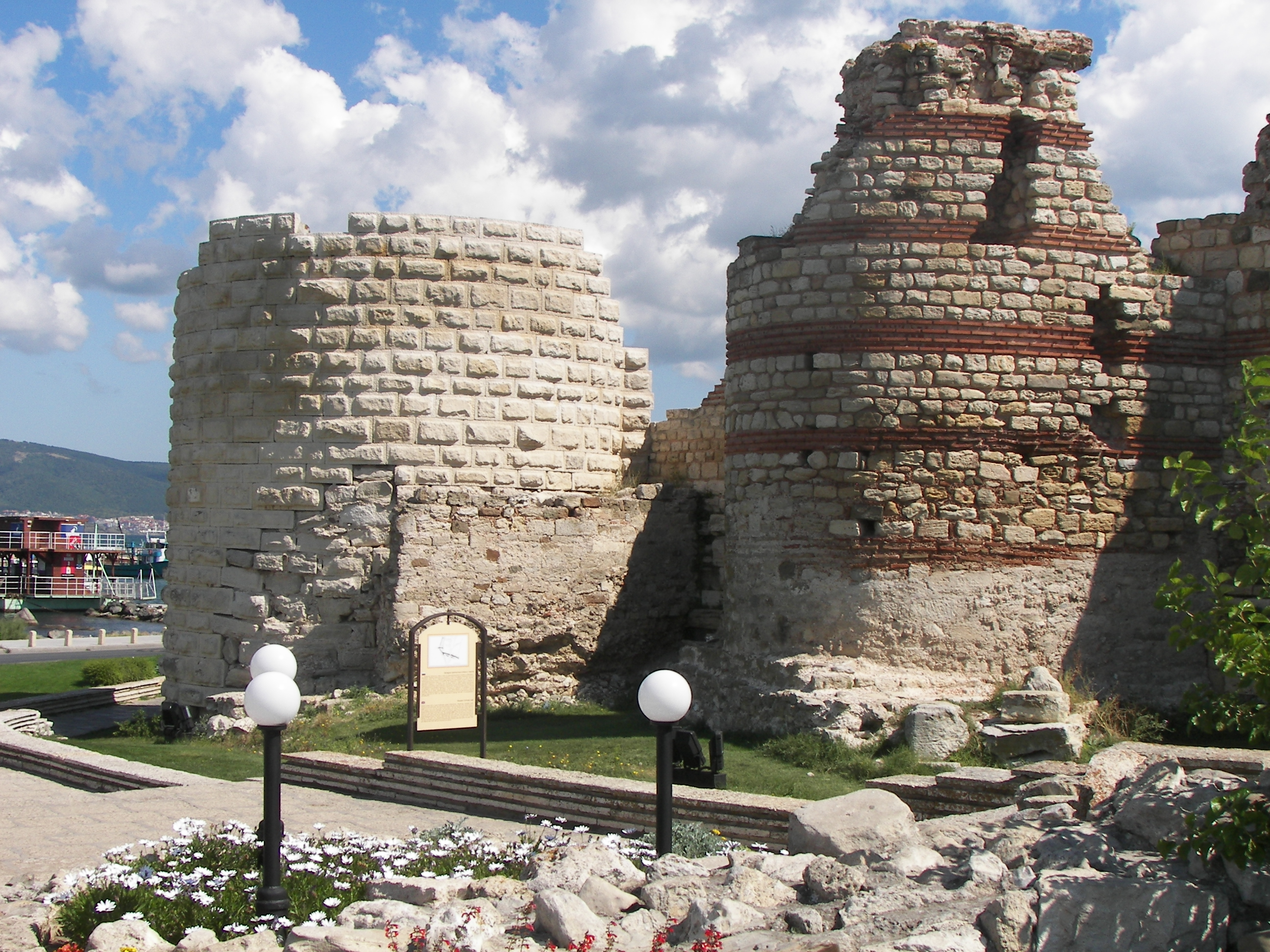
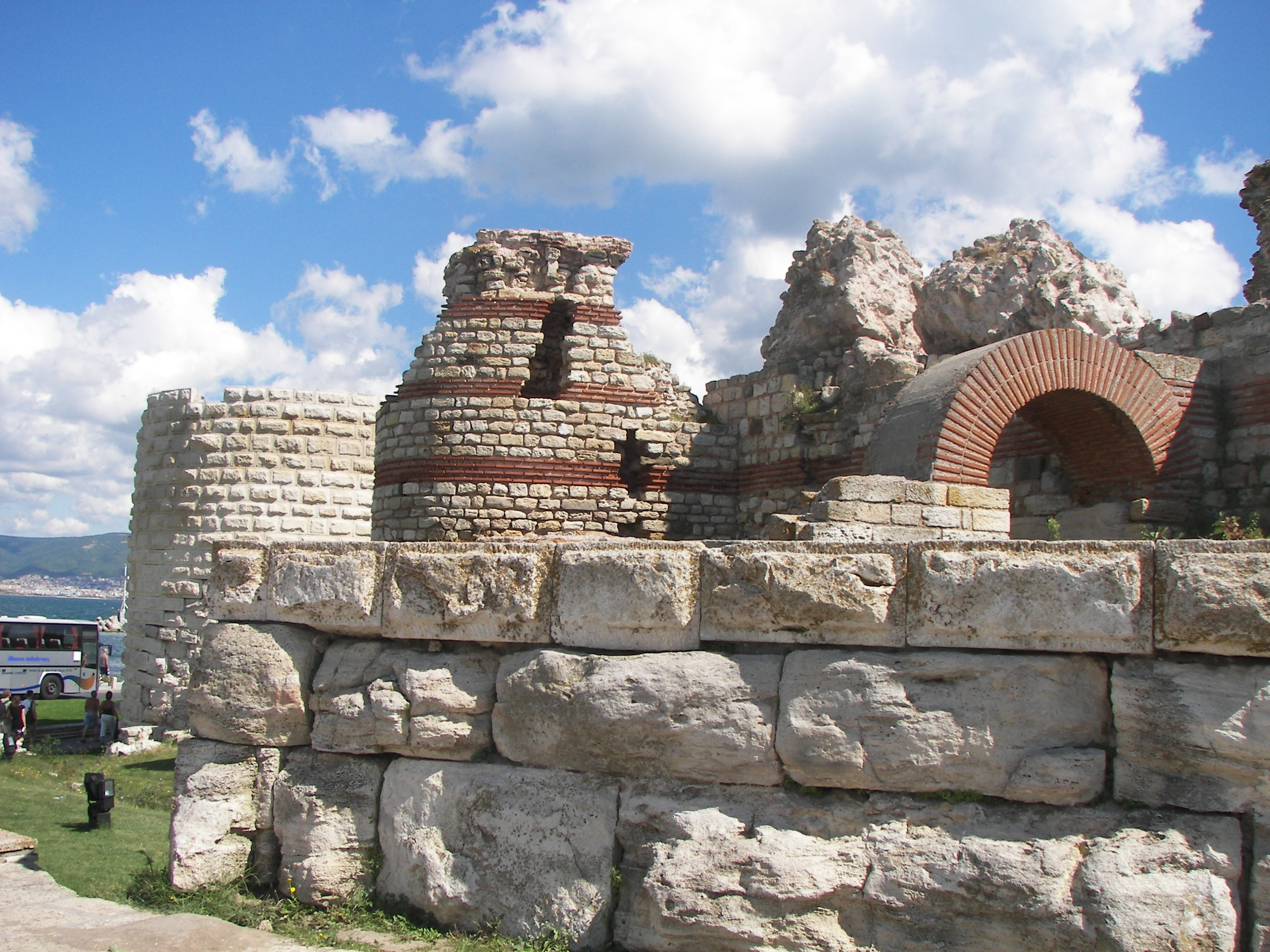
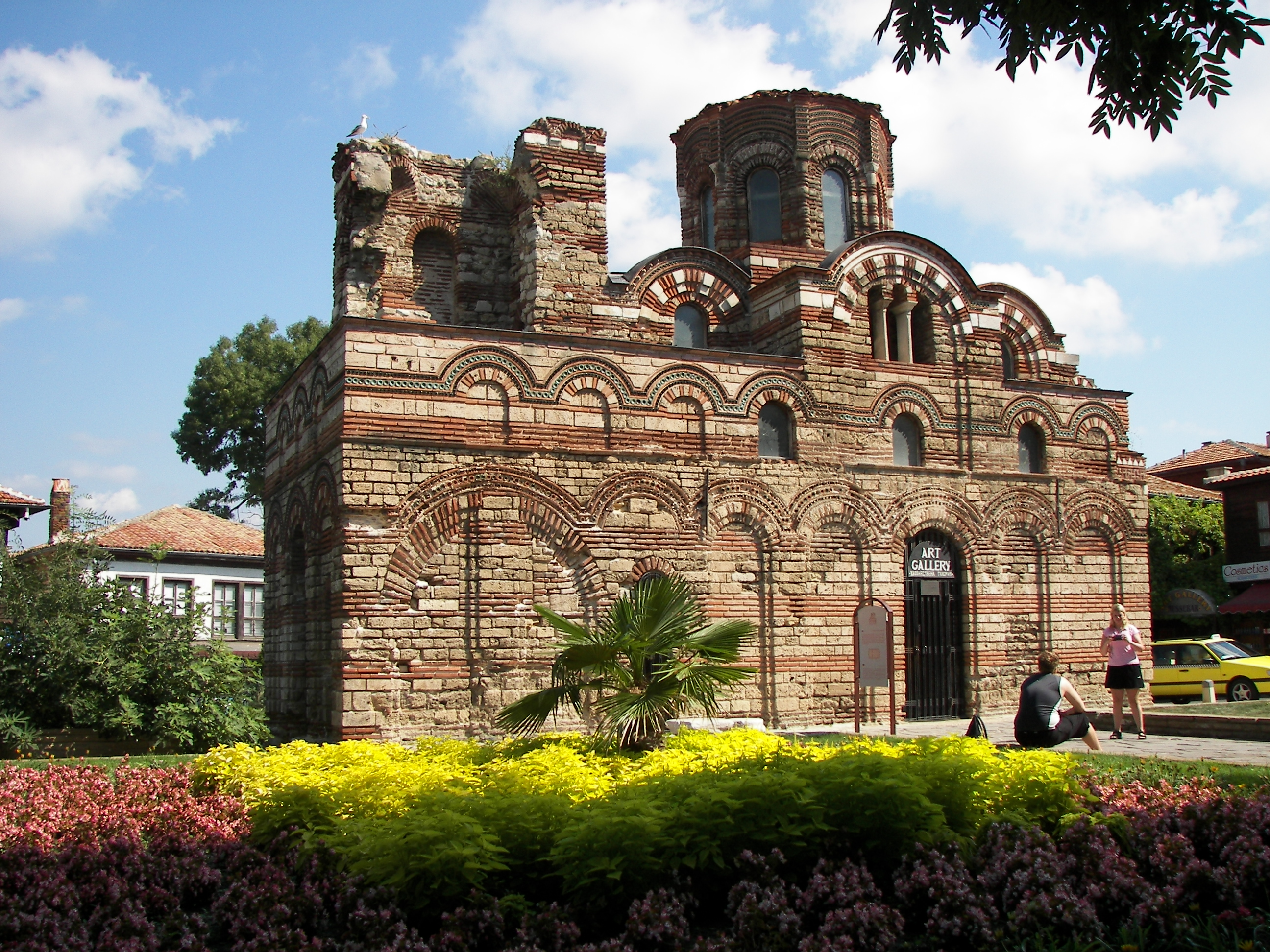
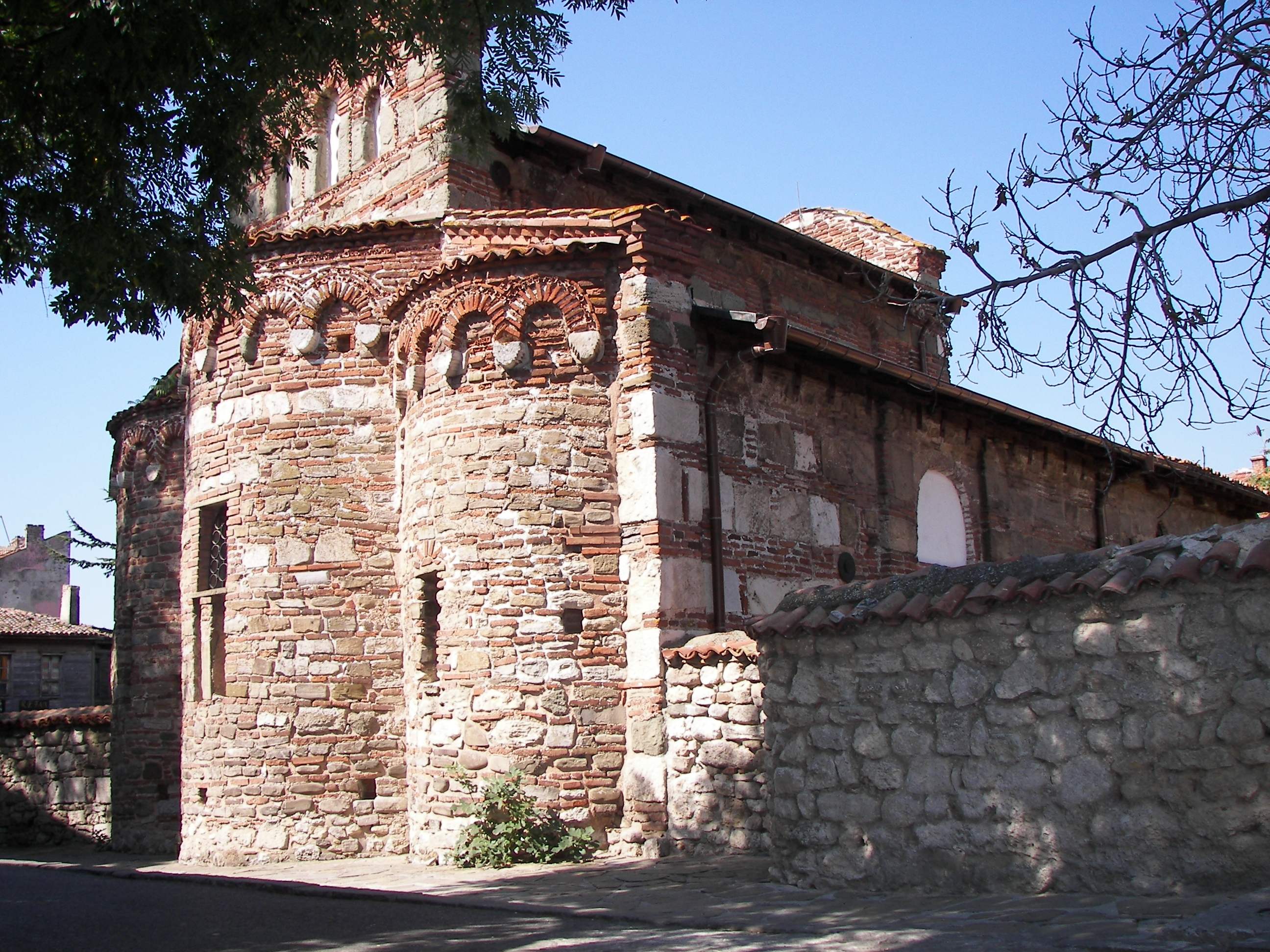
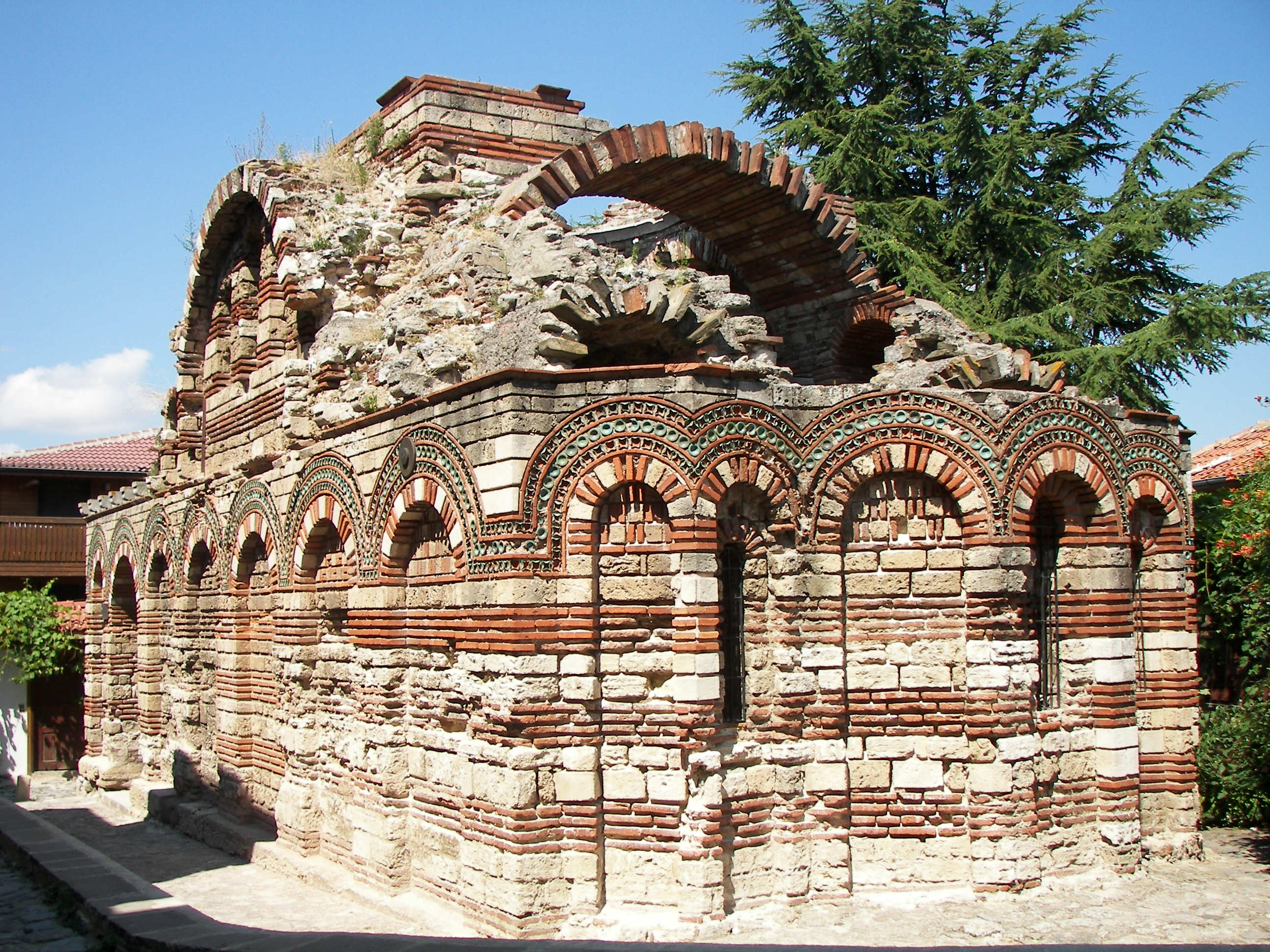
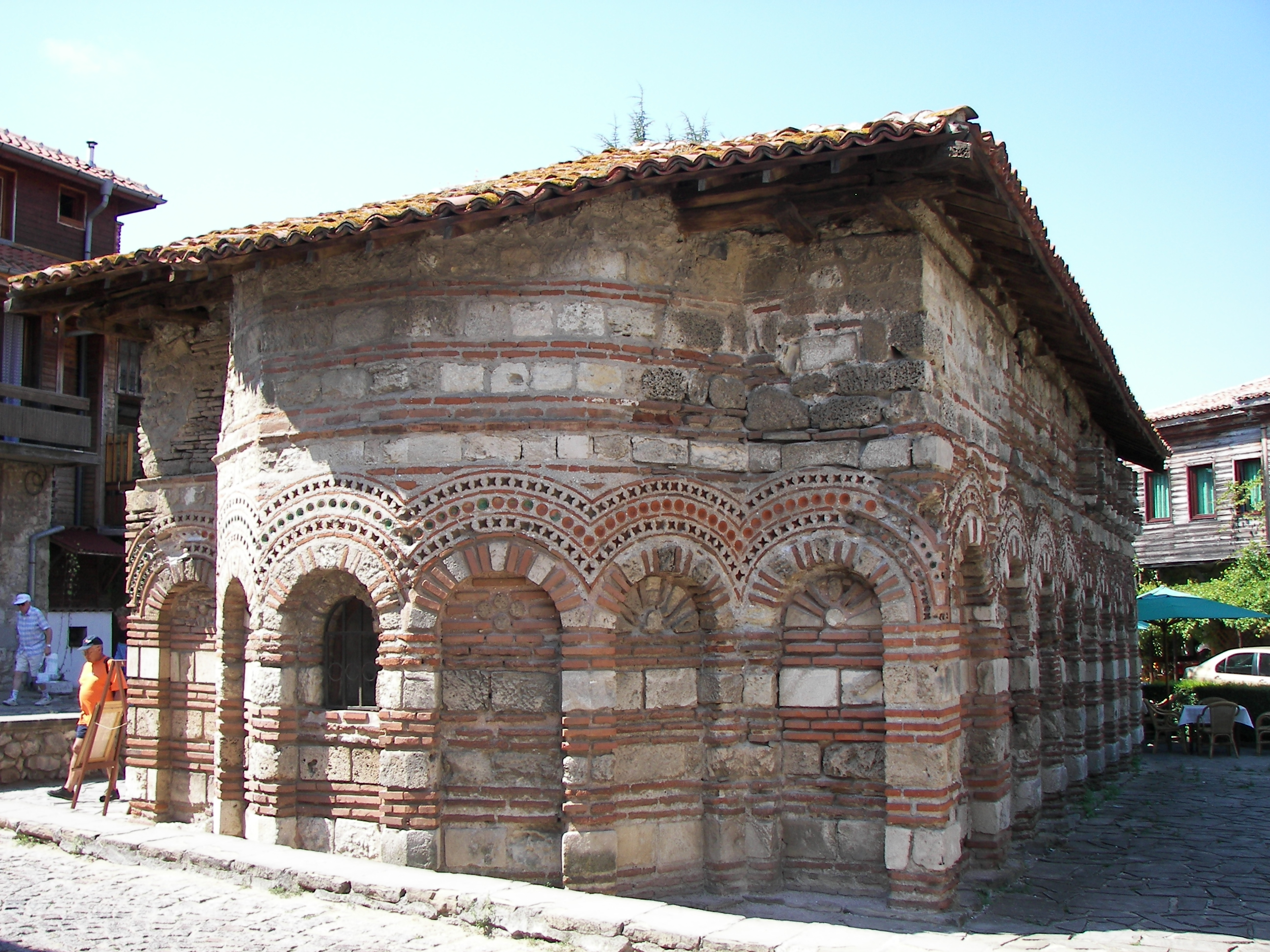
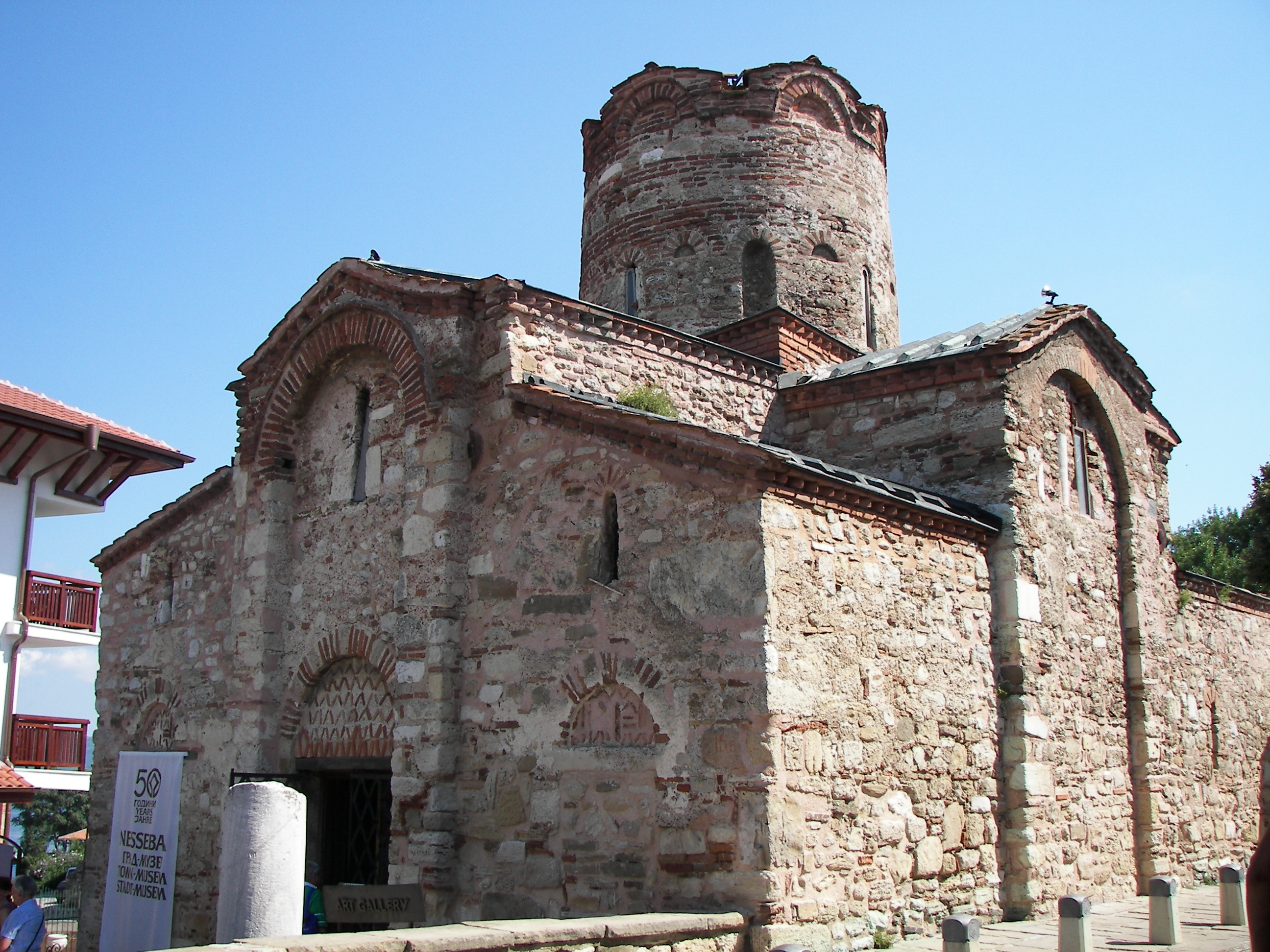
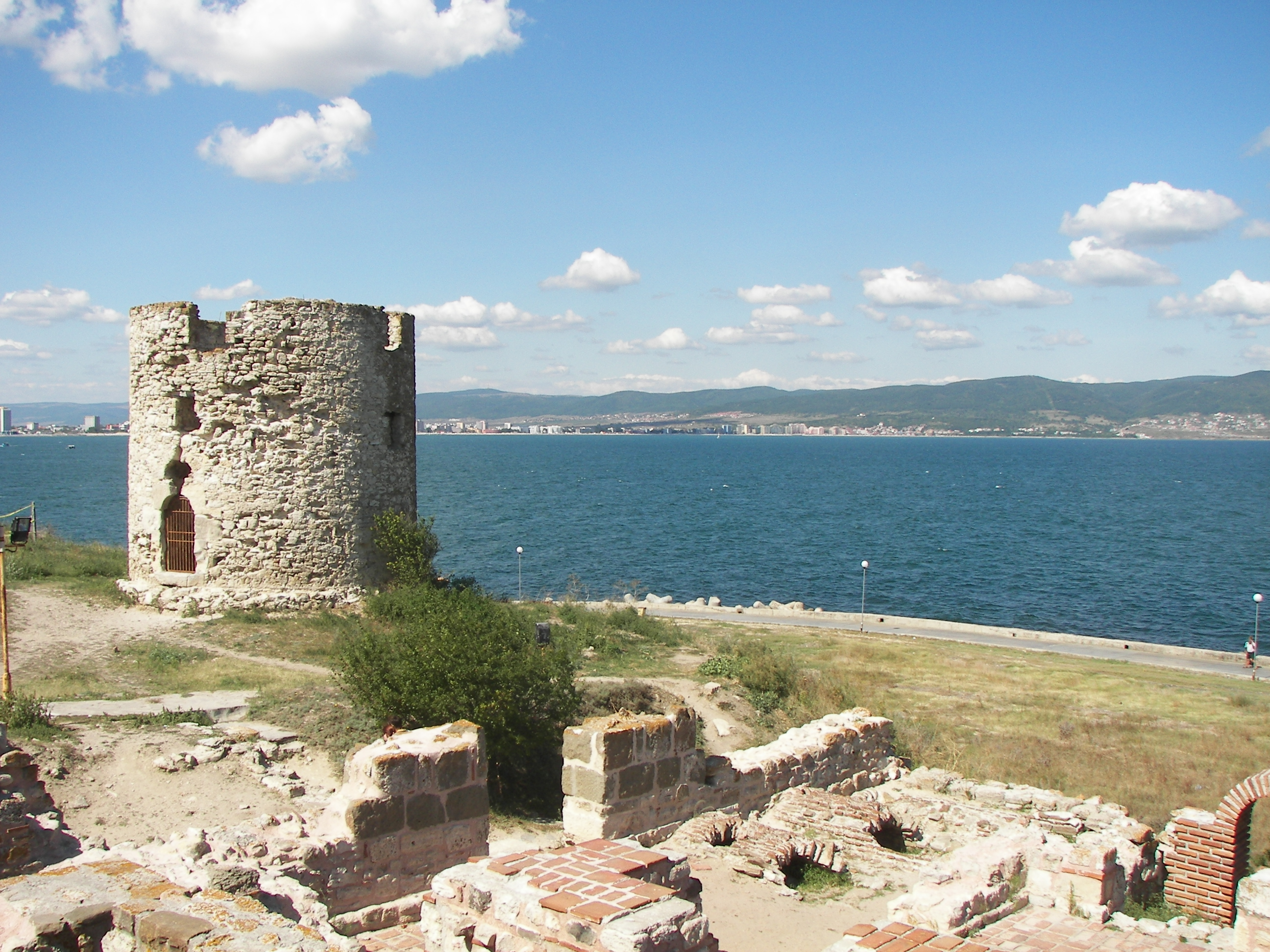
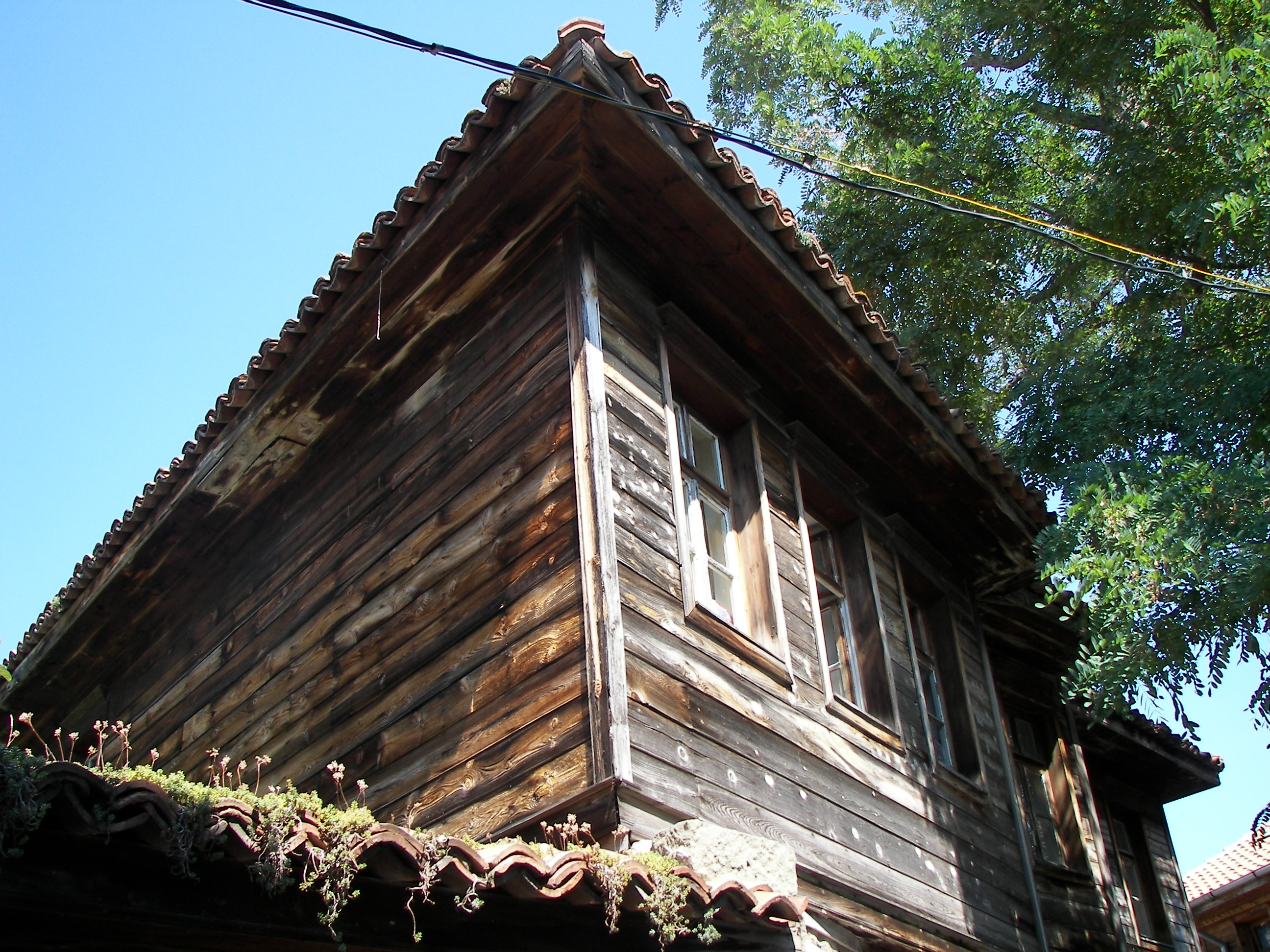
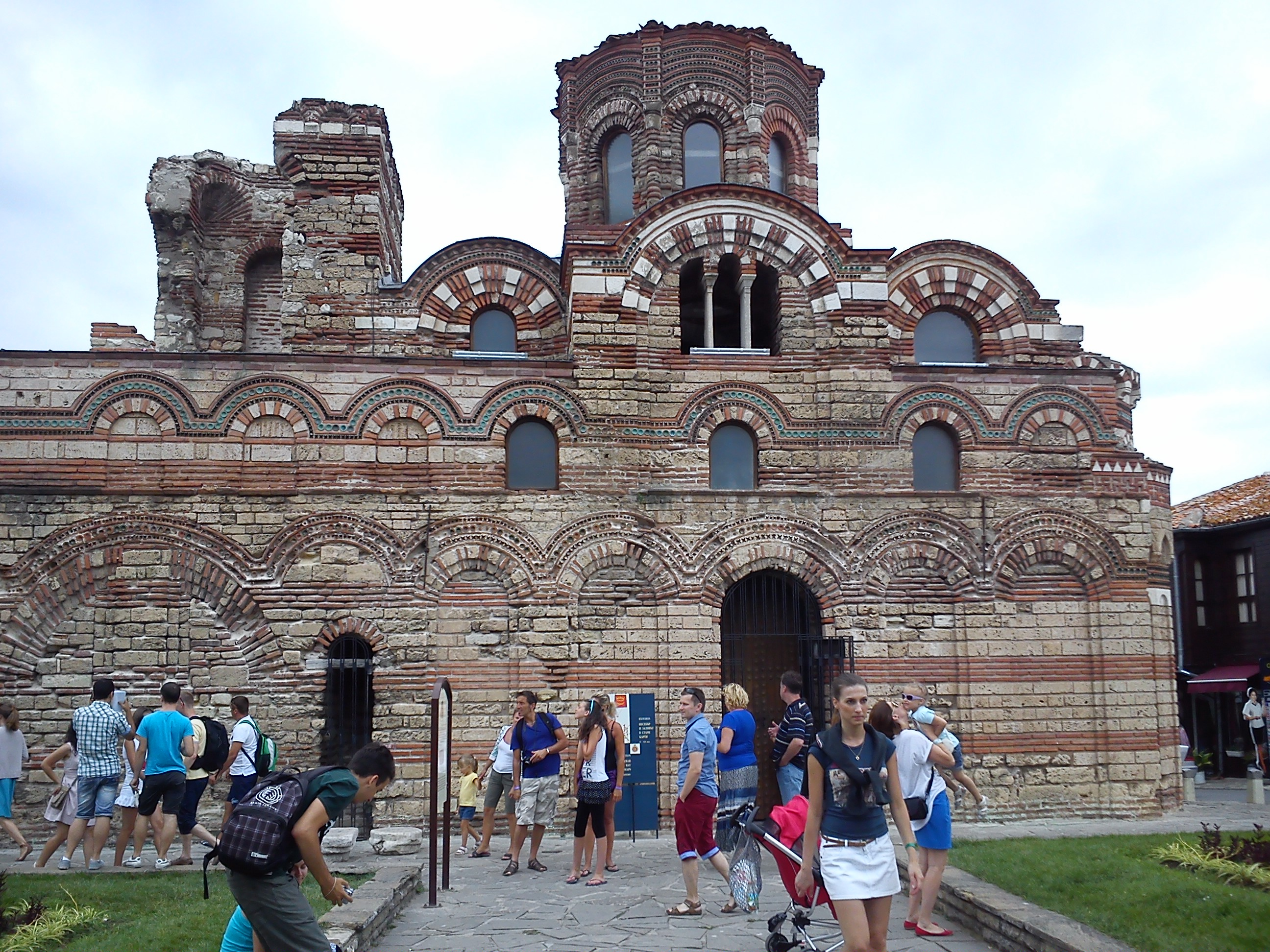